# 金家湖水库
金家湖水库是中国湖北省荆州市江陵县境内的一座水库，位于长湖水系太湖港支流上，建于1958年。水库正常库容为487万立方米，集雨面积为23.21平方千米，海拔为37米。